# Sanjaq de Smederevo
El sanjaq de Smederevo (en serbi: Smederevski Sandžak o Смедеревски санџак, en turc: Semendire Sancağı), conegut també com a baixanat de Belgrad des de 1521, va ser un sanjaq -una divisió administrativa de l'Imperi Otomà-, que va existir entre el segle XV i principis del segle xix. Estava localitzat al territori actual de la Sèrbia central (Sèrbia).

## Història
El Sanjaq de Smederevo va ser format després de la caiguda del Despotat de Sèrbia el 1459, i la seva seu administrativa estava a Smederevo. Després que l'Imperi Otomà conquistés Belgrad, el 1521, la seu administrativa del sandjak va ser traslladada a aquesta ciutat. El primer sandjakbey o màxim mandatari del sandjak, va ser Ali Beg Mihaloglu En l'època en la qual va tenir lloc la batalla de Mohács, Kučuk Bali-beg, era sandjakbey de Smederevo.
El sanjaq de Smederevo va ser ocupat pels Habsburg en els anys de 1718-1739 però, amb el Tractat de Belgrad, la regió va ser cedida a l'Imperi Otomà. No obstant això el centre de la regió va estar sota regnat austríac, ja que va ser abandonat pels otomans i Smederevo (Semendire) va ser el centre administratiu. Tanmateix, Belgrad eventualment va arribar a ser la seu d'una pasha amb el títol de visir i el Sandjak començar a fer referència com el Pashaluk de Belgrad, encara que es va seguir anomenant sandjak de Smederevo en documents oficials.
Des de 1789 fins a 1791, Belgrad va estar de nou sota regnat austríac i, a principi del segle xix, el Primer Aixecament Serbi va començar al Sandjak.